# König von Uvea
Der König von Uvea (französisch Roi d’Uvea; wallisianisch Lavelua) ist das traditionelle Oberhaupt des Königreichs Uvea, welches als Teil des französischen Überseegebiets Wallis und Futuna zu Frankreich gehört. Die Französische Republik erkennt die drei traditionellen Könige laut der Verfassung Wallis und Futunas von 1961 an. Es handelt sich um eine Wahlmonarchie.

## Ernennung
Am 16. April 2016 wurde Tominiko Halagahu von den Dorfvorstehern als neuer König von Uvea eingesetzt. Die Adelsfamilien widersprachen allerdings der Entscheidung mit der Begründung, dass sie die Ernennung eines neuen Königs als Aufgabe haben. Daraufhin wurde Patalione Kanimoa, der König, der von den Adelsfamilien ernannt wurde, von Frankreich anerkannt.
Auch Frauen können das höchste traditionelle Amt Uveas als Königin von Uvea ausführen. Aus der Vergangenheit sind vier Königinnen bekannt.

## Aufgaben
Der König von Uvea verfügt über eingeschränkte Macht, da er immer in Absprache mit den Dorfvorstehern und den Aliki – die Personen, die ihn wählen – handeln muss. Er verhandelt vor allem mit den Vertretern Frankreichs über Entwicklungshilfe, über die der Administrateur Supérieur von Wallis und Futuna verfügt.
Zu seiner Unterstützung ernennt der König einen Premierminister und fünf Minister. Für die drei Distrikte Hihifo, Hahake und Muʻa ernennt er außerdem je einen Faipule, den Vorsteher des Distrikts. Diese sind das Bindeglied zwischen dem König und den 21 von den Dorfbewohnern gewählten Dorfvorstehern.

## Haushalt
Als König von Uvea erhält der Amtsinhaber Geld von Frankreich, mit dem er seine Ausgaben deckt. Außerdem entschädigt er damit auch alle anderen Amtsträger im Königreich. Dazu gehören die Minister, der Premierminister, die Faipule und die Dorfvorsteher. Im Jahre 2005 betrug das Budget etwa 5.500 Euro.
Frankreich kann die Zahlungen einstellen, wenn vom König Fehler begangen wurden. So wurde 2005 davon Gebrauch gemacht, als sich der damalige König Tomasi Kulimoetoke II. in die Justiz einmischte, indem er sich der Verhaftung seines Enkels wegen Trunkenheit am Steuer widersetzte.